# ميل روبينز
ميل روبينز (بالإنجليزية: Mel Robbins)‏ (6 أكتوبر 1968 - )، هي شخصية تلفزيونية، ومدربة في تطوير الذات والتحفيز ومؤلفة ولها حضور في قناة سي إن إن.

## النشأة والتعليم
نشأت ميل روبينز في شمال موسكيغون، ميشيغان. ودرست التاريخ في بداية حياتها. ثم حصلت على شهادة في القانون من كلية الحقوق في بوسطن عام 1994.

## الحياة العملية
قبل انضمامها إلى سي إن إن، عملت روبينز كمحامية دفاع جنائي، ثم أطلقت شركة تجارة التجزئة وتكنولوجيا الإنترنت.
في عام 2011، نشرت روبينز كتابها الأول. ثم في 28 فبراير 2017، أصدرت روبينز كتابها الثاني والشهير «قاعدة الخمس ثواني».

## جوائز حصلت عليها
في عام 2014، تلقت روبينز جائزة غراسي للمضيف المتميز.

## حياتها الشخصية
في عام 1996، تزوجت من كريستوفر روبينز. ولديها ثلاثة أطفال هم: سوير، وكيندال وأوكلي. وهي تعيش في شيربورن، ماساتشوستس.

## وصلات خارجية
- ميل روبينز على موقع IMDb (الإنجليزية)